# Dolianthus vaccinioides
Dolianthus vaccinioides là một loài thực vật có hoa trong họ Thiến thảo. Loài này được C.H.Wright mô tả khoa học đầu tiên năm 1899.